# Хатайспор
«Хатайспор» (тур. Hatayspor) — турецький футбольний клуб із міста Антак'я, заснований 1967 року. Виступає у Турецькій Суперлізі.

## Досягнення
У сезоні 2017/18 клуб зайняв перше місце в «червоній» групі другої турецької ліги, та здобув право в сезоні 2018/19 грати в першій турецькій лізі.